# Sundre
Sundre is een plaats (town) in de Canadese provincie Alberta en telt 2518 inwoners (2006).